# Ochthoeca cinnamomeiventris
El pitajo negro (Ochthoeca cinnamomeiventris), también denominado pitajo ventricastaño, pitajo torrentero (en Colombia), pitajo dorsipizarra o dorsipizarroso (en Ecuador), pitajo de dorso pizarroso (en Perú) o pitajo espalda negra (en Venezuela),  es una especie de ave paseriforme de la familia Tyrannidae, perteneciente al género Ochthoeca. Es nativo de regiones andinas del noroeste de América del Sur.

## Distribución y hábitat
Se distribuye a lo largo de la cordillera de los Andes desde el extremo oeste de Venezuela, por las tres cadenas andinas de Colombia, al sur por ambas pendientes de Ecuador, hasta el extremo noreste de Perú, en el valle del Marañón.
Esta especie es considerada bastante común en sus hábitats naturales: el sotobosque y los bordes de bosques húmedos montanos casi siempre cerca de corrientes de agua, en altitudes entre 1700 y 2800 m. En la cuenca del Pacífico desciende hasta los 900 m s. n. m.

## Descripción
Mide en promedio 12,2 cm de longitud. La mayoría del plumaje, corona, garganta, dorso, alas y cola son de color negro pizarra; presenta una lista superciliar blanca nítida. El pecho y vientre son de color castaño rojizo.

## Comportamiento
Permanece en pareja o solitario. Es bastante sedentario y no se junta a bandadas mixtas.

## Sistemática

### Descripción original
La especie O. cinnamomenventris fue descrita por primera vez por el naturalista francés Frédéric de Lafresnaye en 1843 bajo el nombre científico Muscicapa cinnamomeiventris; su localidad tipo es: «Colombia, restringido posteriormente para Bogotá».

### Etimología
El nombre genérico femenino «Ochthoeca» se compone de las palabras del griego «okhthos» que significa ‘montículo’, ‘colina’ y «oikeō» que significa ‘habitar’; y el nombre de la especie «cinnamomeiventris», se compone de las palabras del latín «cinnamomeus» que significa ‘de color canela’, y «ventris», «venter»que significa ‘vientre’.

### Taxonomía
Las anteriormente tratadas como subespecies de la presente O. cinnamomeiventris thoracica/angustifasciata de los Andes de Perú y Bolivia, y O. cinnamomeiventris nigrita de los Andes de Venezuela son consideradas como especies separadas con base en diferencias morfológicas y de vocalización siguiendo a Ridgely & Greenfield (2001), Hilty (2003), Fitzpatrick (2004) y García-Moreno et al. (1998). El Comité de Clasificación de Sudamérica (SACC) precisa de propuestas para validar.
Como consecuencia de esta separación, la presente es monotípica.